# RDRAM
Rambus DRAM (RDRAM), e seus sucessores DRAM (DRDRAM) e DRAM (DRDRAM), são tipos de DRAM desenvolvidos pela Rambus do final dos anos 1980 até o início de 2000. A terceira geração de memórias RAM da Rambus, DRDRAM foi substituída pela XDR DRAM. Rambus DRAM foi desenvolvida para aplicações de alta largura de banda, e foi posicionada pela Rambus como substituto para vários tipos de memórias contemporâneas, tais como SDRAM.
Inicialmente esperava-se que a DRDRAM se tornaria a memória de computador padrão, especialmente depois que a Intel concordou em licenciar a tecnologia Rambus para uso com seus futuros chipsets. Além disso, esperava-se que a DRDRAM se tornasse também um padrão para memória de gráficos. No entanto, a RDRAM se envolveu em uma guerra de padrões com uma tecnologia alternativa, e rapidamente perdeu por razões de preço e, mais tarde, de desempenho. Por volta de 2003, DRDRAM já não era suportada por qualquer computador pessoal.

## Memória principal do PC
As primeiras placas-mãe da IBM compatíveis com PC que tinham suporte para RDRAM estrearam no final de 1999, após dois grandes atrasos. A RDRAM foi controversa durante o seu uso generalizado pela Intel, por ter altas taxas de licenciamento, alto custo, sendo um padrão de baixo custo-benefício. A RDRAM e a DDR SDRAM estiveram envolvidas em uma guerra de padrões. A PC-800 RDRAM operava a 400 MHz e entregava 1600 Megabyte MB de largura de banda em um barramento de 16 bits. Ele foi embalado como um módulo de memória em linha de 184 pinos RIMM (Rambus), Fator de forma (fator de forma), semelhante a um Módulo DIMM de memória em linha). Os dados são transferidos em ambas as bordas ascendentes e descendentes do sinal de relógio, uma técnica conhecida como DDR. Para enfatizar as vantagens da técnica de DDR, este tipo de RAM foi comercializado a velocidades duas vezes a taxa de relógio real, isto é, o padrão Rambus 400 MHz foi designado PC-800. Isso foi significativamente mais rápido do que o padrão anterior, o PC-133 SDRAM, que operava a 133 MHz, e entregava 1066 MB/s de largura de banda em um barramento de 64 bits usando um fator de forma DIMM de 168 pinos.

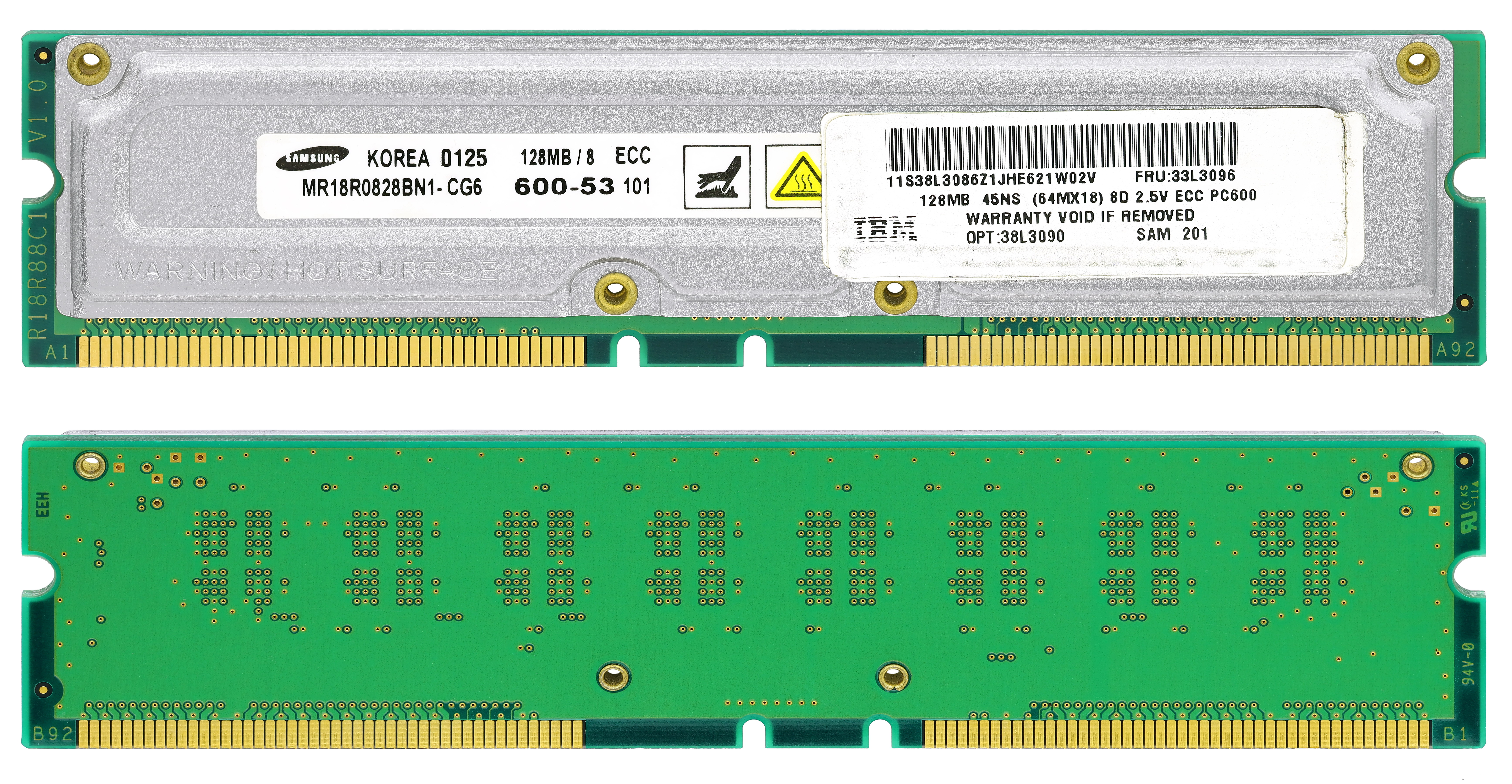
A Samsung RDRAM PC-600 128 MB

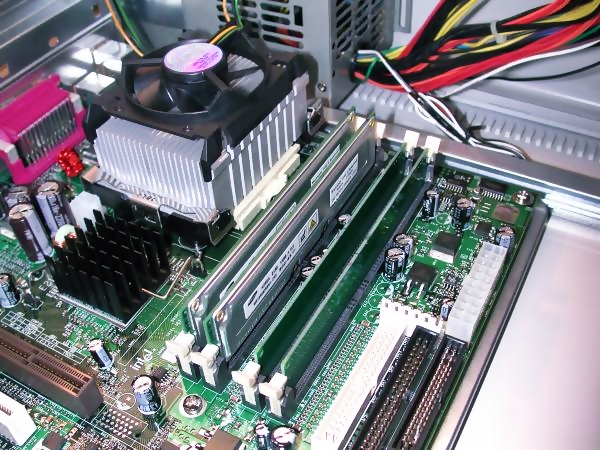
A Samsung RDRAM Installed with Pentium 4 1.5 GHz

Além disso, se uma placa-mãe tem um subsistema de memória dual ou Quad-channel, todos os canais de memória devem ser atualizados simultaneamente. Os módulos de 16 bits fornecem um canal de memória, enquanto os módulos de 32 bits fornecem dois canais. Portanto, uma placa principal de canal duplo que aceita módulos de 16 bits deve ter RIMMs adicionados ou removidos em pares. Uma placa-mãe de canal duplo que aceita módulos de 32 bits pode ter apenas RIMMs adicionados ou removidos também. Alguns dos mais recentes módulos de 32 bits tinham 232 pinos em comparação com os mais antigos módulos de 16 pinos de 16 bits.

### Especificações de módulo
| Designação         | bits | Canais | Taxa de clock (MHz) | Bandwidth (MB/s) |
| ------------------ | ---- | ------ | ------------------- | ---------------- |
| PC600              | 16   | Single | 266                 | 1066             |
| PC700              | 16   | Single | 355                 | 1420             |
| PC800              | 16   | Single | 400                 | 1600             |
| PC1066 (RIMM 2100) | 16   | Single | 533                 | 2133             |
| PC1200 (RIMM 2400) | 16   | Single | 600                 | 2400             |
| RIMM 3200          | 32   | Dual   | 400                 | 3200             |
| RIMM 4200          | 32   | Dual   | 533                 | 4200             |
| RIMM 4800          | 32   | Dual   | 600                 | 4800             |
| RIMM 6400          | 32   | Dual   | 800                 | 6400             |

#### Módulos contínuos
O design de muitos controladores comuns de memória Rambus ditava que os módulos de memória seriam instalados em conjuntos de dois. As ranhuras restantes de memória aberta devem ser preenchidas com RIMMs de continuidade. Essas varas não fornecem memória extra e servem apenas para propagar o sinal para resistências de terminação na placa-mãe em vez de fornecerem um beco sem saída onde os sinais refletem. Os CRIMMs parecem fisicamente semelhantes aos RIMMs regulares, exceto que não possuem circuitos integrados s (e seus espalhadores de calor).

### Performance
Comparado com outros padrões contemporâneos, Rambus mostram aumento na latência, produção de calor, complexidade de fabricação e custo.
Devido aos circuitos de interface mais complexos e ao aumento do número de bancos de memória, o tamanho da matriz RDRAM foi maior do que o dos chips SDRAM contemporâneos e resultou em um prêmio de 10% a 16% de Mbit (adicionando uma penalidade de 5% 64 Mbit). As densidades RDRAM mais comuns são 128 Mbit e 256 Mbit.
O padrão PC-800 RDRAM operavam com latência de 45 nanossegundos, mais do que outras variedades de SDRAM da época. Os chips de memória RDRAM também produzem muito mais calor do que os chips SDRAM, necessitando de dissipadores de calor em todos os dispositivos RIMM. As RDRAM incluem circuitos adicionais (como demultiplexadores de pacotes) em cada chip, aumentando a complexidade de fabricação em comparação com a SDRAM - e eram também até quatro vezes o preço de PC-133 SDRAM devido a uma combinação de custos de fabricação e taxas de licença elevadas. Em comparação, o padrão PC-2100 DDR SDRAM, introduzido em 2000, operava com frequência de 133 MHz e entregava 2100 MB/s sobre um barramento de 64 bits usando slots DIMM de 184 pinos, porém com latências mais baixas.
Com a introdução dos chipsets Intel 840 (Pentium III), Intel 850 (Pentium 4), Intel 860 (Pentium 4 Xeon), a Intel adicionou suporte para o PC-800 RDRAM dual channel, duplicando a largura de banda para 3200 MB/s através do aumento a largura do barramento para 32 bits. Isso foi seguido em 2002 pelo chipset Intel 850E, que introduziu o PC-1066 RDRAM, aumentando a largura de banda total para 4200 MB/s. Em 2002, a Intel lançou o chipset E7205 Granite Bay, que introduziu o suporte DDR dual channel, ampliando a largura de banda total para 4200 MB/s, com uma latência ligeiramente inferior à da RDRAM concorrente. A largura de banda de Granite Bay coincide com a do chipset i850E usando PC-1066 RDRAM com latência consideravelmente menor.
Para alcançar a taxa de clock de 800 MHz do RDRAM, o módulo de memória é executado em um barramento de 16 bits em vez de um barramento de 64 bits no SDRAM DDR contemporâneo. No momento da Intel 820 lançar alguns módulos RDRAM operado a taxas inferiores a 800 MHz.

### Benchmarks
Os testes de referência conduzidos em 1998 e 1999 mostraram que a maioria das aplicações cotidianas funcionava minimamente mais lenta com RDRAM. Em 1999, os benchmarks comparando os chipsets Intel 840 e Intel 820 RDRAM com o chipset SDRAM Intel® 440BX levaram à conclusão de que o ganho de desempenho da RDRAM não justificava seu custo sobre a SDRAM, exceto para uso em estações de trabalho. Em 2001, os benchmarks apontaram que os módulos DDR266 SDRAM de canal único poderiam acompanhar de perto os conjuntos RDRAM-800 em aplicações diárias.

### História de Marketing
Em novembro de 1996, a Rambus entrou em um contrato de desenvolvimento e licença com a Intel. Intel anunciou que só iria apoiar a interface de memória Rambus para seus microprocessadores, e tinham sido concedidos direitos para comprar um milhão partes de estoque de Rambus "em $ 10 por a parte.
Como estratégia de transição, a Intel planejava oferecer suporte a DIMMs SDRAM PC-100 em futuros chipsets Intel 82x usando Memory Translation Hub (MTH). Em 2000, a Intel fez recall nas placas-mãe Intel 820 quando se caracterizou que o MTH, devido a ocasionais ocorrências de suspensão e reinicializações espontâneas causadas por ruídos de comutação simultânea. Desde então, nenhuma placa-mãe Intel 820 de produção conteve MTH.
Em 2000, a Intel começou a subsidiar a DRDRAM juntando caixas de varejo de Pentium 4 com dois RIMMs. A Intel começou a eliminar gradualmente esses subsídios em 2001.
Em 2003, Intel introduziu os chipsets 865 e 875 com suporte DDR SDRAM de canal duplo, que foram comercializados como substituições high-end do chipset 850. Além disso, o mapa do futuro da memória não inclui DRDRAM.